# Liste des planètes mineures non numérotées découvertes en décembre 2019
Pour un article plus général, voir Liste des planètes mineures non numérotées découvertes en 2019.
Pour un article plus général, voir Liste des planètes mineures.
Cet article dresse la liste des planètes mineures (astéroïdes, centaures, objets transneptuniens et assimilés) non numérotées découvertes en décembre 2019 dans l'ordre de leur découverte.
Au 15 janvier 2025, 661 077 des 1 434 993 planètes mineures répertoriées par le Centre des planètes mineures ne sont pas encore numérotées, soit 46,07 %.

## Rappel concernant la désignation provisoire
La désignation provisoire indique l'ordre de découverte de ces objets. En effet, cette désignation est composée de l'année de découverte (par exemple 2019) suivie de la quinzaine (demi-mois) de découverte (p.e. A = 1-15 janvier) puis de l'ordre de découverte dans cette quinzaine. Cet ordre est indiqué par une lettre et éventuellement un chiffre comme suit : A pour la première découverte, B pour la deuxième, ..., Z pour la 25e (le I n'est pas utilisé pour éviter la confusion avec 1), A1 pour la 26e, B1 pour la 27e, etc. , Z1 pour la 50e, A2 pour la 51e, B2 pour la 52e, etc. L'ordre de la numérotation ne suit donc pas l'ordre alphanumérique. 2019 AA1 suit ainsi 2019 AZ et précède 2019 AB1.

## Listes

### Du1erau 15 décembre 2019
- 2019 XA
- 2019 XB
- 2019 XC
- 2019 XD
- 2019 XF
- 2019 XG
- 2019 XH
- 2019 XJ
- 2019 XK
- 2019 XL
- 2019 XM
- 2019 XN
- 2019 XO
- 2019 XP
- 2019 XQ
- 2019 XR
- 2019 XT
- 2019 XU
- 2019 XV
- 2019 XW
- 2019 XX
- 2019 XY
- 2019 XZ
- 2019 XA1
- 2019 XB1
- 2019 XC1
- 2019 XD1
- 2019 XE1
- 2019 XF1
- 2019 XG1
- 2019 XH1
- 2019 XJ1
- 2019 XK1
- 2019 XL1
- 2019 XM1
- 2019 XN1
- 2019 XO1
- 2019 XP1
- 2019 XQ1
- 2019 XR1
- 2019 XS1
- 2019 XT1
- 2019 XU1
- 2019 XV1
- 2019 XW1
- 2019 XY1
- 2019 XA2
- 2019 XB2
- 2019 XC2
- 2019 XD2
- 2019 XE2
- 2019 XF2
- 2019 XG2
- 2019 XH2
- 2019 XJ2
- 2019 XK2
- 2019 XL2
- 2019 XM2
- 2019 XN2
- 2019 XO2
- 2019 XP2
- 2019 XQ2
- 2019 XR2
- 2019 XS2
- 2019 XT2
- 2019 XU2
- 2019 XW2
- 2019 XX2
- 2019 XY2
- 2019 XZ2
- 2019 XA3
- 2019 XB3
- 2019 XC3
- 2019 XD3
- 2019 XE3
- 2019 XF3
- 2019 XG3
- 2019 XJ3
- 2019 XK3
- 2019 XL3
- 2019 XM3
- 2019 XN3
- 2019 XO3
- 2019 XP3
- 2019 XQ3
- 2019 XR3
- 2019 XT3
- 2019 XU3
- 2019 XV3
- 2019 XW3
- 2019 XX3
- 2019 XY3
- 2019 XZ3
- 2019 XC4
- 2019 XD4
- 2019 XL4
- 2019 XM4
- 2019 XP4
- 2019 XQ4
- 2019 XR4
- 2019 XS4
- 2019 XU4
- 2019 XV4
- 2019 XW4
- 2019 XX4
- 2019 XY4
- 2019 XZ4
- 2019 XA5
- 2019 XB5
- 2019 XC5
- 2019 XD5
- 2019 XH5
- 2019 XJ5
- 2019 XK5
- 2019 XL5
- 2019 XM5
- 2019 XN5
- 2019 XO5
- 2019 XP5
- 2019 XQ5
- 2019 XR5
- 2019 XS5
- 2019 XT5
- 2019 XU5
- 2019 XV5
- 2019 XW5
- 2019 XX5
- 2019 XY5
- 2019 XZ5
- 2019 XA6
- 2019 XC6
- 2019 XD6
- 2019 XE6
- 2019 XF6
- 2019 XG6
- 2019 XH6
- 2019 XJ6
- 2019 XK6
- 2019 XL6
- 2019 XM6
- 2019 XN6
- 2019 XO6
- 2019 XP6
- 2019 XQ6
- 2019 XR6
- 2019 XS6
- 2019 XT6
- 2019 XU6
- 2019 XV6
- 2019 XW6
- 2019 XX6
- 2019 XY6
- 2019 XZ6
- 2019 XA7
- 2019 XB7
- 2019 XC7
- 2019 XD7
- 2019 XE7
- 2019 XF7
- 2019 XG7
- 2019 XH7
- 2019 XJ7
- 2019 XK7
- 2019 XL7
- 2019 XM7
- 2019 XN7
- 2019 XO7
- 2019 XP7
- 2019 XQ7
- 2019 XR7
- 2019 XS7
- 2019 XT7
- 2019 XU7
- 2019 XV7
- 2019 XW7
- 2019 XX7
- 2019 XY7
- 2019 XA8
- 2019 XB8
- 2019 XC8
- 2019 XD8
- 2019 XE8
- 2019 XF8
- 2019 XG8
- 2019 XH8
- 2019 XJ8
- 2019 XK8
- 2019 XL8
- 2019 XM8
- 2019 XN8
- 2019 XO8
- 2019 XP8
- 2019 XQ8
- 2019 XR8
- 2019 XS8
- 2019 XT8
- 2019 XU8
- 2019 XV8
- 2019 XW8
- 2019 XX8
- 2019 XY8
- 2019 XZ8
- 2019 XA9
- 2019 XB9
- 2019 XD9
- 2019 XE9
- 2019 XF9
- 2019 XG9
- 2019 XH9
- 2019 XJ9
- 2019 XK9
- 2019 XL9
- 2019 XM9
- 2019 XN9
- 2019 XO9
- 2019 XP9
- 2019 XQ9
- 2019 XS9
- 2019 XT9
- 2019 XU9
- 2019 XW9
- 2019 XX9
- 2019 XY9
- 2019 XZ9
- 2019 XA10
- 2019 XB10
- 2019 XD10
- 2019 XE10
- 2019 XH10
- 2019 XJ10
- 2019 XL10
- 2019 XN10
- 2019 XO10
- 2019 XP10
- 2019 XQ10
- 2019 XR10
- 2019 XU10
- 2019 XZ10
- 2019 XA11
- 2019 XB11
- 2019 XC11
- 2019 XE11
- 2019 XH11
- 2019 XK11
- 2019 XL11
- 2019 XM11
- 2019 XN11
- 2019 XO11
- 2019 XP11
- 2019 XQ11
- 2019 XR11
- 2019 XX11
- 2019 XY11
- 2019 XA12
- 2019 XB12
- 2019 XC12
- 2019 XF12
- 2019 XG12
- 2019 XH12
- 2019 XK12
- 2019 XL12
- 2019 XP12
- 2019 XR12
- 2019 XS12
- 2019 XT12
- 2019 XU12
- 2019 XV12
- 2019 XX12
- 2019 XY12
- 2019 XZ12
- 2019 XB13
- 2019 XC13
- 2019 XD13
- 2019 XE13
- 2019 XF13
- 2019 XG13
- 2019 XH13
- 2019 XJ13
- 2019 XK13
- 2019 XM13
- 2019 XO13
- 2019 XP13
- 2019 XT13
- 2019 XW13
- 2019 XX13
- 2019 XY13
- 2019 XZ13
- 2019 XA14
- 2019 XB14
- 2019 XC14
- 2019 XF14
- 2019 XJ14
- 2019 XK14
- 2019 XM14
- 2019 XN14
- 2019 XO14
- 2019 XP14
- 2019 XQ14
- 2019 XR14
- 2019 XS14
- 2019 XU14
- 2019 XW14
- 2019 XY14
- 2019 XZ14
- 2019 XA15
- 2019 XB15
- 2019 XD15
- 2019 XG15
- 2019 XH15
- 2019 XJ15
- 2019 XK15
- 2019 XL15
- 2019 XM15
- 2019 XN15
- 2019 XO15
- 2019 XP15
- 2019 XQ15
- 2019 XR15
- 2019 XS15
- 2019 XT15
- 2019 XU15
- 2019 XV15
- 2019 XW15
- 2019 XX15
- 2019 XY15
- 2019 XZ15
- 2019 XA16
- 2019 XC16
- 2019 XD16
- 2019 XE16
- 2019 XF16
- 2019 XG16
- 2019 XH16
- 2019 XJ16
- 2019 XL16
- 2019 XM16
- 2019 XN16
- 2019 XO16
- 2019 XQ16
- 2019 XS16
- 2019 XT16
- 2019 XU16
- 2019 XV16
- 2019 XW16
- 2019 XX16
- 2019 XY16
- 2019 XZ16
- 2019 XA17
- 2019 XB17
- 2019 XC17
- 2019 XD17
- 2019 XF17
- 2019 XG17
- 2019 XK17
- 2019 XM17
- 2019 XN17
- 2019 XO17
- 2019 XP17
- 2019 XQ17
- 2019 XR17
- 2019 XT17
- 2019 XU17
- 2019 XW17
- 2019 XX17
- 2019 XZ17
- 2019 XA18
- 2019 XB18
- 2019 XC18
- 2019 XD18
- 2019 XE18
- 2019 XF18
- 2019 XG18
- 2019 XH18
- 2019 XJ18
- 2019 XK18
- 2019 XL18
- 2019 XM18
- 2019 XN18
- 2019 XO18
- 2019 XQ18
- 2019 XR18
- 2019 XT18
- 2019 XU18
- 2019 XV18
- 2019 XW18
- 2019 XX18
- 2019 XY18
- 2019 XA19
- 2019 XB19
- 2019 XD19
- 2019 XE19
- 2019 XF19
- 2019 XG19
- 2019 XH19
- 2019 XJ19
- 2019 XK19
- 2019 XL19
- 2019 XN19
- 2019 XO19
- 2019 XP19
- 2019 XQ19
- 2019 XR19
- 2019 XS19
- 2019 XT19
- 2019 XU19
- 2019 XV19
- 2019 XW19
- 2019 XX19
- 2019 XY19
- 2019 XZ19
- 2019 XA20
- 2019 XB20
- 2019 XC20
- 2019 XD20
- 2019 XE20
- 2019 XF20
- 2019 XG20
- 2019 XH20
- 2019 XJ20
- 2019 XK20
- 2019 XL20
- 2019 XM20
- 2019 XN20
- 2019 XO20
- 2019 XP20
- 2019 XQ20
- 2019 XR20
- 2019 XS20
- 2019 XT20
- 2019 XU20
- 2019 XV20
- 2019 XW20
- 2019 XX20
- 2019 XY20
- 2019 XA21
- 2019 XB21
- 2019 XC21
- 2019 XD21
- 2019 XE21
- 2019 XF21
- 2019 XG21
- 2019 XH21
- 2019 XJ21
- 2019 XK21
- 2019 XL21
- 2019 XM21
- 2019 XO21
- 2019 XP21
- 2019 XQ21
- 2019 XR21
- 2019 XS21
- 2019 XT21
- 2019 XU21
- 2019 XV21
- 2019 XW21
- 2019 XX21
- 2019 XY21
- 2019 XZ21
- 2019 XA22
- 2019 XB22
- 2019 XC22
- 2019 XD22
- 2019 XE22
- 2019 XF22
- 2019 XG22
- 2019 XH22
- 2019 XJ22
- 2019 XK22
- 2019 XL22
- 2019 XM22
- 2019 XN22
- 2019 XO22
- 2019 XP22
- 2019 XQ22
- 2019 XR22
- 2019 XS22
- 2019 XT22
- 2019 XU22
- 2019 XV22
- 2019 XW22
- 2019 XA23
- 2019 XB23
- 2019 XC23
- 2019 XD23
- 2019 XF23
- 2019 XG23
- 2019 XJ23
- 2019 XL23
- 2019 XM23
- 2019 XN23
- 2019 XP23
- 2019 XQ23
- 2019 XR23
- 2019 XS23
- 2019 XT23
- 2019 XU23
- 2019 XV23
- 2019 XW23
- 2019 XX23
- 2019 XY23
- 2019 XZ23
- 2019 XC24
- 2019 XD24
- 2019 XE24
- 2019 XF24
- 2019 XG24
- 2019 XH24
- 2019 XJ24
- 2019 XK24
- 2019 XL24
- 2019 XM24
- 2019 XN24
- 2019 XO24
- 2019 XP24
- 2019 XQ24
- 2019 XR24
- 2019 XS24
- 2019 XT24
- 2019 XU24
- 2019 XV24
- 2019 XW24
- 2019 XX24

### Du 16 au 31 décembre 2019
- 2019 YA
- 2019 YB
- 2019 YC
- 2019 YD
- 2019 YE
- 2019 YF
- 2019 YG
- 2019 YH
- 2019 YJ
- 2019 YK
- 2019 YL
- 2019 YM
- 2019 YN
- 2019 YO
- 2019 YP
- 2019 YQ
- 2019 YR
- 2019 YS
- 2019 YU
- 2019 YV
- 2019 YW
- 2019 YX
- 2019 YY
- 2019 YZ
- 2019 YA1
- 2019 YB1
- 2019 YC1
- 2019 YD1
- 2019 YE1
- 2019 YF1
- 2019 YG1
- 2019 YH1
- 2019 YJ1
- 2019 YK1
- 2019 YL1
- 2019 YM1
- 2019 YN1
- 2019 YO1
- 2019 YP1
- 2019 YQ1
- 2019 YR1
- 2019 YS1
- 2019 YT1
- 2019 YU1
- 2019 YV1
- 2019 YW1
- 2019 YX1
- 2019 YY1
- 2019 YZ1
- 2019 YA2
- 2019 YB2
- 2019 YC2
- 2019 YD2
- 2019 YE2
- 2019 YF2
- 2019 YG2
- 2019 YH2
- 2019 YJ2
- 2019 YK2
- 2019 YL2
- 2019 YM2
- 2019 YN2
- 2019 YO2
- 2019 YP2
- 2019 YQ2
- 2019 YS2
- 2019 YT2
- 2019 YU2
- 2019 YV2
- 2019 YW2
- 2019 YX2
- 2019 YY2
- 2019 YZ2
- 2019 YA3
- 2019 YB3
- 2019 YD3
- 2019 YE3
- 2019 YF3
- 2019 YG3
- 2019 YH3
- 2019 YJ3
- 2019 YK3
- 2019 YL3
- 2019 YM3
- 2019 YN3
- 2019 YO3
- 2019 YP3
- 2019 YQ3
- 2019 YR3
- 2019 YS3
- 2019 YT3
- 2019 YU3
- 2019 YV3
- 2019 YW3
- 2019 YX3
- 2019 YY3
- 2019 YZ3
- 2019 YA4
- 2019 YB4
- 2019 YC4
- 2019 YD4
- 2019 YE4
- 2019 YF4
- 2019 YG4
- 2019 YH4
- 2019 YJ4
- 2019 YK4
- 2019 YL4
- 2019 YM4
- 2019 YN4
- 2019 YO4
- 2019 YP4
- 2019 YR4
- 2019 YT4
- 2019 YU4
- 2019 YV4
- 2019 YW4
- 2019 YY4
- 2019 YZ4
- 2019 YA5
- 2019 YB5
- 2019 YC5
- 2019 YD5
- 2019 YE5
- 2019 YF5
- 2019 YG5
- 2019 YH5
- 2019 YK5
- 2019 YL5
- 2019 YM5
- 2019 YN5
- 2019 YO5
- 2019 YP5
- 2019 YQ5
- 2019 YR5
- 2019 YS5
- 2019 YT5
- 2019 YU5
- 2019 YV5
- 2019 YW5
- 2019 YX5
- 2019 YY5
- 2019 YZ5
- 2019 YA6
- 2019 YB6
- 2019 YD6
- 2019 YG6
- 2019 YJ6
- 2019 YK6
- 2019 YL6
- 2019 YM6
- 2019 YN6
- 2019 YO6
- 2019 YP6
- 2019 YQ6
- 2019 YR6
- 2019 YS6
- 2019 YT6
- 2019 YW6
- 2019 YX6
- 2019 YE7
- 2019 YF7
- 2019 YG7
- 2019 YH7
- 2019 YJ7
- 2019 YK7
- 2019 YL7
- 2019 YP7
- 2019 YX7
- 2019 YE8
- 2019 YG8
- 2019 YH8
- 2019 YJ8
- 2019 YM8
- 2019 YN8
- 2019 YQ8
- 2019 YR8
- 2019 YS8
- 2019 YU8
- 2019 YV8
- 2019 YX8
- 2019 YA9
- 2019 YC9
- 2019 YD9
- 2019 YE9
- 2019 YF9
- 2019 YG9
- 2019 YH9
- 2019 YJ9
- 2019 YK9
- 2019 YL9
- 2019 YM9
- 2019 YN9
- 2019 YP9
- 2019 YQ9
- 2019 YR9
- 2019 YT9
- 2019 YU9
- 2019 YV9
- 2019 YW9
- 2019 YX9
- 2019 YY9
- 2019 YZ9
- 2019 YA10
- 2019 YC10
- 2019 YD10
- 2019 YE10
- 2019 YF10
- 2019 YG10
- 2019 YH10
- 2019 YK10
- 2019 YL10
- 2019 YM10
- 2019 YO10
- 2019 YP10
- 2019 YR10
- 2019 YS10
- 2019 YT10
- 2019 YV10
- 2019 YY10
- 2019 YA11
- 2019 YB11
- 2019 YC11
- 2019 YD11
- 2019 YG11
- 2019 YH11
- 2019 YK11
- 2019 YL11
- 2019 YN11
- 2019 YP11
- 2019 YQ11
- 2019 YR11
- 2019 YS11
- 2019 YT11
- 2019 YU11
- 2019 YV11
- 2019 YW11
- 2019 YX11
- 2019 YY11
- 2019 YZ11
- 2019 YA12
- 2019 YC12
- 2019 YD12
- 2019 YE12
- 2019 YF12
- 2019 YG12
- 2019 YH12
- 2019 YK12
- 2019 YL12
- 2019 YM12
- 2019 YN12
- 2019 YO12
- 2019 YP12
- 2019 YQ12
- 2019 YR12
- 2019 YS12
- 2019 YT12
- 2019 YU12
- 2019 YV12
- 2019 YX12
- 2019 YY12
- 2019 YB13
- 2019 YC13
- 2019 YD13
- 2019 YE13
- 2019 YF13
- 2019 YG13
- 2019 YJ13
- 2019 YL13
- 2019 YM13
- 2019 YN13
- 2019 YP13
- 2019 YQ13
- 2019 YR13
- 2019 YS13
- 2019 YT13
- 2019 YU13
- 2019 YV13
- 2019 YW13
- 2019 YX13
- 2019 YY13
- 2019 YZ13
- 2019 YA14
- 2019 YB14
- 2019 YC14
- 2019 YD14
- 2019 YE14
- 2019 YF14
- 2019 YG14
- 2019 YH14
- 2019 YJ14
- 2019 YK14
- 2019 YL14
- 2019 YM14
- 2019 YN14
- 2019 YO14
- 2019 YP14
- 2019 YR14
- 2019 YS14
- 2019 YU14
- 2019 YV14
- 2019 YW14
- 2019 YX14
- 2019 YY14
- 2019 YZ14
- 2019 YA15
- 2019 YB15
- 2019 YC15
- 2019 YE15
- 2019 YF15
- 2019 YG15
- 2019 YH15
- 2019 YJ15
- 2019 YK15
- 2019 YL15
- 2019 YM15
- 2019 YN15
- 2019 YO15
- 2019 YP15
- 2019 YQ15
- 2019 YR15
- 2019 YS15
- 2019 YT15
- 2019 YU15
- 2019 YV15
- 2019 YW15
- 2019 YX15
- 2019 YY15
- 2019 YZ15
- 2019 YA16
- 2019 YB16
- 2019 YC16
- 2019 YD16
- 2019 YE16
- 2019 YF16
- 2019 YH16
- 2019 YJ16
- 2019 YK16
- 2019 YL16
- 2019 YM16
- 2019 YN16
- 2019 YO16
- 2019 YP16
- 2019 YQ16
- 2019 YR16
- 2019 YS16
- 2019 YT16
- 2019 YU16
- 2019 YV16
- 2019 YX16
- 2019 YY16
- 2019 YZ16
- 2019 YA17
- 2019 YB17
- 2019 YC17
- 2019 YD17
- 2019 YE17
- 2019 YF17
- 2019 YG17
- 2019 YH17
- 2019 YJ17
- 2019 YK17
- 2019 YL17
- 2019 YM17
- 2019 YN17
- 2019 YO17
- 2019 YP17
- 2019 YQ17
- 2019 YR17
- 2019 YS17
- 2019 YT17
- 2019 YU17
- 2019 YV17
- 2019 YW17
- 2019 YX17
- 2019 YY17
- 2019 YZ17
- 2019 YA18
- 2019 YB18
- 2019 YC18
- 2019 YD18
- 2019 YE18
- 2019 YF18
- 2019 YG18
- 2019 YH18
- 2019 YJ18
- 2019 YK18
- 2019 YL18
- 2019 YM18
- 2019 YN18
- 2019 YO18
- 2019 YP18
- 2019 YQ18
- 2019 YR18
- 2019 YS18
- 2019 YT18
- 2019 YU18
- 2019 YV18
- 2019 YW18
- 2019 YX18
- 2019 YY18
- 2019 YZ18
- 2019 YB19
- 2019 YC19
- 2019 YD19
- 2019 YF19
- 2019 YG19
- 2019 YH19
- 2019 YJ19
- 2019 YK19
- 2019 YL19
- 2019 YM19
- 2019 YN19
- 2019 YO19
- 2019 YP19
- 2019 YQ19
- 2019 YR19
- 2019 YS19
- 2019 YT19
- 2019 YU19
- 2019 YV19
- 2019 YW19
- 2019 YX19
- 2019 YY19
- 2019 YA20
- 2019 YB20
- 2019 YC20
- 2019 YD20
- 2019 YE20
- 2019 YF20
- 2019 YG20
- 2019 YH20
- 2019 YJ20
- 2019 YK20
- 2019 YL20
- 2019 YM20
- 2019 YN20
- 2019 YO20
- 2019 YP20
- 2019 YQ20
- 2019 YR20
- 2019 YT20
- 2019 YU20
- 2019 YW20
- 2019 YY20
- 2019 YZ20
- 2019 YA21
- 2019 YB21
- 2019 YC21
- 2019 YD21
- 2019 YE21
- 2019 YF21
- 2019 YG21
- 2019 YH21
- 2019 YJ21
- 2019 YK21
- 2019 YL21
- 2019 YM21
- 2019 YN21
- 2019 YO21
- 2019 YP21
- 2019 YQ21
- 2019 YR21
- 2019 YS21
- 2019 YT21
- 2019 YU21
- 2019 YV21
- 2019 YW21
- 2019 YX21
- 2019 YY21
- 2019 YZ21
- 2019 YA22
- 2019 YB22
- 2019 YC22
- 2019 YD22
- 2019 YE22
- 2019 YF22
- 2019 YG22
- 2019 YH22
- 2019 YJ22
- 2019 YK22
- 2019 YL22
- 2019 YM22
- 2019 YN22
- 2019 YO22
- 2019 YP22
- 2019 YQ22
- 2019 YW22
- 2019 YX22
- 2019 YY22
- 2019 YZ22
- 2019 YA23
- 2019 YB23
- 2019 YC23
- 2019 YD23
- 2019 YE23
- 2019 YG23
- 2019 YH23
- 2019 YJ23
- 2019 YK23
- 2019 YL23
- 2019 YM23
- 2019 YN23
- 2019 YO23
- 2019 YP23
- 2019 YQ23
- 2019 YS23
- 2019 YT23
- 2019 YU23
- 2019 YV23
- 2019 YW23
- 2019 YX23
- 2019 YY23
- 2019 YZ23
- 2019 YA24
- 2019 YC24
- 2019 YD24
- 2019 YE24
- 2019 YF24
- 2019 YG24
- 2019 YH24
- 2019 YJ24
- 2019 YK24
- 2019 YL24
- 2019 YM24
- 2019 YN24
- 2019 YO24
- 2019 YP24
- 2019 YQ24
- 2019 YR24
- 2019 YS24
- 2019 YT24
- 2019 YU24
- 2019 YV24
- 2019 YW24
- 2019 YX24
- 2019 YY24
- 2019 YZ24
- 2019 YA25
- 2019 YB25
- 2019 YC25
- 2019 YD25
- 2019 YE25
- 2019 YF25
- 2019 YG25
- 2019 YH25
- 2019 YJ25
- 2019 YK25
- 2019 YL25
- 2019 YM25
- 2019 YN25
- 2019 YO25
- 2019 YP25
- 2019 YQ25
- 2019 YR25
- 2019 YS25
- 2019 YT25
- 2019 YU25
- 2019 YV25
- 2019 YW25
- 2019 YX25
- 2019 YY25
- 2019 YZ25
- 2019 YA26
- 2019 YB26
- 2019 YC26
- 2019 YD26
- 2019 YE26
- 2019 YF26
- 2019 YG26
- 2019 YH26
- 2019 YJ26
- 2019 YK26
- 2019 YL26
- 2019 YM26
- 2019 YN26
- 2019 YO26
- 2019 YP26
- 2019 YQ26
- 2019 YR26
- 2019 YS26
- 2019 YT26
- 2019 YU26
- 2019 YV26
- 2019 YW26
- 2019 YX26
- 2019 YY26
- 2019 YZ26
- 2019 YA27
- 2019 YD27
- 2019 YE27
- 2019 YF27
- 2019 YG27
- 2019 YH27
- 2019 YJ27
- 2019 YK27
- 2019 YL27
- 2019 YM27
- 2019 YN27
- 2019 YO27
- 2019 YP27
- 2019 YQ27
- 2019 YR27
- 2019 YS27
- 2019 YT27
- 2019 YV27
- 2019 YW27
- 2019 YX27
- 2019 YY27
- 2019 YZ27
- 2019 YA28
- 2019 YB28
- 2019 YD28
- 2019 YE28
- 2019 YG28
- 2019 YH28
- 2019 YJ28
- 2019 YK28
- 2019 YL28
- 2019 YM28
- 2019 YN28
- 2019 YO28
- 2019 YP28
- 2019 YQ28
- 2019 YR28
- 2019 YS28
- 2019 YT28
- 2019 YU28
- 2019 YV28
- 2019 YW28
- 2019 YX28
- 2019 YY28
- 2019 YZ28
- 2019 YA29
- 2019 YB29
- 2019 YC29
- 2019 YD29
- 2019 YE29
- 2019 YF29
- 2019 YH29
- 2019 YK29
- 2019 YM29
- 2019 YN29
- 2019 YO29
- 2019 YP29
- 2019 YQ29
- 2019 YR29
- 2019 YS29
- 2019 YT29
- 2019 YU29
- 2019 YV29
- 2019 YW29
- 2019 YX29
- 2019 YY29
- 2019 YZ29
- 2019 YA30
- 2019 YB30
- 2019 YC30
- 2019 YD30
- 2019 YE30
- 2019 YF30
- 2019 YG30
- 2019 YH30
- 2019 YJ30
- 2019 YK30
- 2019 YL30
- 2019 YM30
- 2019 YN30
- 2019 YO30
- 2019 YP30
- 2019 YQ30
- 2019 YR30
- 2019 YT30
- 2019 YU30
- 2019 YV30
- 2019 YW30
- 2019 YX30
- 2019 YY30
- 2019 YZ30
- 2019 YA31
- 2019 YB31
- 2019 YC31
- 2019 YD31
- 2019 YE31
- 2019 YF31
- 2019 YG31
- 2019 YH31
- 2019 YJ31
- 2019 YK31
- 2019 YL31
- 2019 YM31
- 2019 YN31
- 2019 YO31
- 2019 YP31
- 2019 YQ31
- 2019 YR31
- 2019 YS31
- 2019 YT31
- 2019 YU31
- 2019 YV31
- 2019 YW31
- 2019 YX31
- 2019 YY31
- 2019 YZ31
- 2019 YA32
- 2019 YB32
- 2019 YC32
- 2019 YD32
- 2019 YE32
- 2019 YF32
- 2019 YG32
- 2019 YH32
- 2019 YJ32
- 2019 YK32
- 2019 YL32
- 2019 YM32
- 2019 YN32
- 2019 YO32
- 2019 YP32
- 2019 YQ32
- 2019 YR32
- 2019 YS32
- 2019 YT32
- 2019 YU32
- 2019 YW32
- 2019 YX32
- 2019 YY32
- 2019 YZ32
- 2019 YA33
- 2019 YB33
- 2019 YC33
- 2019 YD33
- 2019 YE33
- 2019 YF33
- 2019 YG33
- 2019 YH33
- 2019 YJ33
- 2019 YK33
- 2019 YL33
- 2019 YM33
- 2019 YO33
- 2019 YP33
- 2019 YQ33
- 2019 YR33
- 2019 YS33
- 2019 YT33
- 2019 YU33
- 2019 YV33
- 2019 YW33
- 2019 YX33
- 2019 YZ33
- 2019 YA34
- 2019 YB34
- 2019 YC34
- 2019 YD34
- 2019 YE34
- 2019 YF34
- 2019 YG34
- 2019 YH34
- 2019 YJ34
- 2019 YK34
- 2019 YL34
- 2019 YM34
- 2019 YN34
- 2019 YO34
- 2019 YP34
- 2019 YQ34
- 2019 YR34
- 2019 YS34
- 2019 YT34
- 2019 YU34
- 2019 YV34
- 2019 YW34
- 2019 YY34
- 2019 YZ34
- 2019 YA35
- 2019 YB35
- 2019 YC35
- 2019 YD35
- 2019 YE35
- 2019 YF35
- 2019 YG35
- 2019 YH35
- 2019 YJ35
- 2019 YK35
- 2019 YL35
- 2019 YN35
- 2019 YO35
- 2019 YP35
- 2019 YQ35
- 2019 YR35
- 2019 YS35
- 2019 YT35
- 2019 YU35
- 2019 YV35
- 2019 YW35
- 2019 YZ35
- 2019 YB36
- 2019 YC36
- 2019 YD36
- 2019 YF36
- 2019 YH36
- 2019 YK36
- 2019 YL36
- 2019 YM36
- 2019 YN36
- 2019 YO36
- 2019 YP36
- 2019 YT36
- 2019 YU36
- 2019 YY36
- 2019 YZ36
- 2019 YA37
- 2019 YD37
- 2019 YE37
- 2019 YH37
- 2019 YJ37
- 2019 YK37
- 2019 YL37
- 2019 YN37
- 2019 YQ37
- 2019 YV37
- 2019 YW37
- 2019 YX37
- 2019 YY37
- 2019 YA38
- 2019 YB38
- 2019 YC38
- 2019 YD38
- 2019 YE38
- 2019 YF38
- 2019 YG38
- 2019 YH38
- 2019 YJ38
- 2019 YK38
- 2019 YL38
- 2019 YM38
- 2019 YN38
- 2019 YO38
- 2019 YP38
- 2019 YQ38
- 2019 YR38
- 2019 YS38
- 2019 YT38
- 2019 YU38
- 2019 YW38
- 2019 YX38
- 2019 YY38
- 2019 YB39
- 2019 YC39
- 2019 YD39
- 2019 YF39
- 2019 YG39
- 2019 YH39
- 2019 YM39
- 2019 YN39
- 2019 YO39
- 2019 YP39
- 2019 YQ39
- 2019 YR39
- 2019 YS39
- 2019 YT39
- 2019 YU39
- 2019 YV39
- 2019 YW39
- 2019 YX39
- 2019 YY39
- 2019 YZ39
- 2019 YA40
- 2019 YB40
- 2019 YC40
- 2019 YD40
- 2019 YE40
- 2019 YF40
- 2019 YG40
- 2019 YH40
- 2019 YJ40
- 2019 YK40
- 2019 YL40
- 2019 YM40
- 2019 YN40
- 2019 YO40
- 2019 YP40
- 2019 YQ40
- 2019 YR40
- 2019 YS40
- 2019 YT40
- 2019 YU40
- 2019 YV40
- 2019 YW40
- 2019 YX40
- 2019 YY40
- 2019 YZ40
- 2019 YA41
- 2019 YB41
- 2019 YC41
- 2019 YD41
- 2019 YF41
- 2019 YG41
- 2019 YJ41
- 2019 YK41
- 2019 YL41
- 2019 YN41
- 2019 YO41
- 2019 YP41
- 2019 YQ41
- 2019 YR41
- 2019 YS41
- 2019 YT41
- 2019 YU41
- 2019 YY41
- 2019 YZ41
- 2019 YA42
- 2019 YD42
- 2019 YE42
- 2019 YF42
- 2019 YG42
- 2019 YH42
- 2019 YJ42
- 2019 YK42
- 2019 YL42
- 2019 YM42
- 2019 YN42
- 2019 YO42
- 2019 YP42
- 2019 YQ42
- 2019 YR42
- 2019 YX42
- 2019 YY42
- 2019 YA43
- 2019 YB43
- 2019 YC43
- 2019 YD43
- 2019 YE43
- 2019 YF43
- 2019 YG43
- 2019 YH43
- 2019 YK43
- 2019 YL43
- 2019 YO43
- 2019 YP43
- 2019 YQ43
- 2019 YR43
- 2019 YS43
- 2019 YT43
- 2019 YU43
- 2019 YV43
- 2019 YW43
- 2019 YX43
- 2019 YY43
- 2019 YZ43
- 2019 YA44
- 2019 YB44
- 2019 YC44
- 2019 YD44
- 2019 YE44
- 2019 YF44
- 2019 YH44
- 2019 YJ44
- 2019 YK44
- 2019 YL44
- 2019 YM44
- 2019 YN44
- 2019 YO44
- 2019 YP44
- 2019 YQ44
- 2019 YS44
- 2019 YT44
- 2019 YU44
- 2019 YW44
- 2019 YX44
- 2019 YY44
- 2019 YZ44
- 2019 YA45
- 2019 YB45
- 2019 YC45
- 2019 YD45
- 2019 YE45
- 2019 YF45
- 2019 YG45
- 2019 YH45
- 2019 YJ45
- 2019 YK45
- 2019 YL45
- 2019 YM45
- 2019 YN45
- 2019 YO45
- 2019 YP45
- 2019 YQ45
- 2019 YS45
- 2019 YT45
- 2019 YU45
- 2019 YV45
- 2019 YW45
- 2019 YX45
- 2019 YY45
- 2019 YZ45
- 2019 YA46
- 2019 YB46
- 2019 YC46
- 2019 YD46
- 2019 YE46
- 2019 YF46
- 2019 YG46
- 2019 YH46
- 2019 YJ46
- 2019 YK46
- 2019 YL46
- 2019 YM46
- 2019 YN46
- 2019 YO46
- 2019 YP46
- 2019 YQ46
- 2019 YR46
- 2019 YS46
- 2019 YT46
- 2019 YU46
- 2019 YV46
- 2019 YW46
- 2019 YX46
- 2019 YY46
- 2019 YZ46
- 2019 YA47
- 2019 YB47
- 2019 YC47
- 2019 YD47
- 2019 YE47
- 2019 YF47
- 2019 YG47
- 2019 YH47
- 2019 YJ47
- 2019 YK47
- 2019 YL47
- 2019 YM47
- 2019 YN47
- 2019 YO47
- 2019 YP47
- 2019 YQ47
- 2019 YR47
- 2019 YS47
- 2019 YT47
- 2019 YU47
- 2019 YV47
- 2019 YW47
- 2019 YX47
- 2019 YY47
- 2019 YZ47
- 2019 YA48
- 2019 YB48
- 2019 YC48
- 2019 YE48
- 2019 YF48
- 2019 YG48
- 2019 YH48
- 2019 YJ48
- 2019 YK48
- 2019 YL48
- 2019 YM48
- 2019 YN48
- 2019 YO48
- 2019 YP48
- 2019 YQ48
- 2019 YR48
- 2019 YS48
- 2019 YT48
- 2019 YU48
- 2019 YV48
- 2019 YW48
- 2019 YX48
- 2019 YZ48
- 2019 YA49
- 2019 YB49
- 2019 YC49
- 2019 YD49
- 2019 YE49
- 2019 YF49
- 2019 YG49
- 2019 YH49
- 2019 YJ49
- 2019 YK49
- 2019 YL49
- 2019 YM49
- 2019 YN49
- 2019 YO49
- 2019 YP49
- 2019 YQ49
- 2019 YR49
- 2019 YS49
- 2019 YT49
- 2019 YU49
- 2019 YV49
- 2019 YW49
- 2019 YX49
- 2019 YY49
- 2019 YZ49
- 2019 YA50
- 2019 YB50
- 2019 YC50
- 2019 YE50
- 2019 YF50
- 2019 YG50
- 2019 YH50
- 2019 YJ50
- 2019 YK50
- 2019 YL50
- 2019 YM50
- 2019 YN50
- 2019 YO50
- 2019 YP50
- 2019 YQ50
- 2019 YR50
- 2019 YS50
- 2019 YU50
- 2019 YV50
- 2019 YW50
- 2019 YX50
- 2019 YY50
- 2019 YZ50
- 2019 YA51
- 2019 YB51
- 2019 YC51
- 2019 YD51
- 2019 YE51
- 2019 YF51
- 2019 YG51
- 2019 YH51
- 2019 YJ51
- 2019 YK51
- 2019 YM51
- 2019 YN51
- 2019 YO51
- 2019 YP51
- 2019 YQ51
- 2019 YR51
- 2019 YS51
- 2019 YT51
- 2019 YU51
- 2019 YV51
- 2019 YW51
- 2019 YX51
- 2019 YY51
- 2019 YZ51
- 2019 YA52
- 2019 YB52
- 2019 YC52
- 2019 YD52
- 2019 YE52
- 2019 YF52
- 2019 YG52
- 2019 YH52
- 2019 YJ52
- 2019 YK52
- 2019 YL52
- 2019 YM52
- 2019 YN52
- 2019 YO52
- 2019 YP52
- 2019 YQ52
- 2019 YR52
- 2019 YS52
- 2019 YT52
- 2019 YU52
- 2019 YV52
- 2019 YW52
- 2019 YX52
- 2019 YY52
- 2019 YZ52
- 2019 YA53
- 2019 YB53
- 2019 YC53
- 2019 YD53
- 2019 YE53
- 2019 YF53
- 2019 YG53
- 2019 YH53
- 2019 YJ53
- 2019 YK53
- 2019 YL53
- 2019 YM53
- 2019 YN53
- 2019 YO53
- 2019 YP53
- 2019 YQ53
- 2019 YR53
- 2019 YS53
- 2019 YT53
- 2019 YU53
- 2019 YV53
- 2019 YW53
- 2019 YX53
- 2019 YY53
- 2019 YZ53
- 2019 YA54
- 2019 YB54
- 2019 YC54
- 2019 YD54
- 2019 YE54
- 2019 YF54
- 2019 YG54
- 2019 YH54
- 2019 YJ54
- 2019 YL54
- 2019 YM54
- 2019 YN54
- 2019 YO54
- 2019 YP54
- 2019 YQ54
- 2019 YR54
- 2019 YS54
- 2019 YT54
- 2019 YU54
- 2019 YV54
- 2019 YW54
- 2019 YX54
- 2019 YY54
- 2019 YZ54
- 2019 YA55
- 2019 YB55
- 2019 YC55
- 2019 YD55
- 2019 YE55
- 2019 YF55
- 2019 YH55
- 2019 YJ55
- 2019 YK55
- 2019 YL55
- 2019 YM55
- 2019 YN55
- 2019 YO55
- 2019 YP55
- 2019 YQ55
- 2019 YR55
- 2019 YS55
- 2019 YT55
- 2019 YU55
- 2019 YV55
- 2019 YW55
- 2019 YX55
- 2019 YY55
- 2019 YZ55
- 2019 YA56
- 2019 YC56
- 2019 YG56
- 2019 YH56
- 2019 YK56
- 2019 YL56
- 2019 YM56
- 2019 YN56
- 2019 YP56
- 2019 YQ56
- 2019 YR56
- 2019 YS56
- 2019 YT56
- 2019 YU56
- 2019 YV56
- 2019 YW56
- 2019 YX56
- 2019 YY56
- 2019 YZ56
- 2019 YA57
- 2019 YB57
- 2019 YC57
- 2019 YD57
- 2019 YE57
- 2019 YF57
- 2019 YG57
- 2019 YH57
- 2019 YJ57
- 2019 YK57
- 2019 YL57
- 2019 YM57
- 2019 YN57
- 2019 YO57
- 2019 YP57
- 2019 YQ57
- 2019 YS57
- 2019 YT57
- 2019 YU57